# Asunción
Asunción Paraguay fővárosa. Gran Asunción, azaz Nagy-Asunción területe még magában foglalja San Lorenzo, Fernando de la Mora, Lambaré, Luque, Mariano Roque Alonso, Ñemby és Villa Elisa településeket, melyek több mint 1,5 millió lakossal rendelkeznek. Asunción a kormány székhelye, az ország fő ipari és kulturális központja. Népessége 525 ezer fő, elővárosokkal együtt 2,2 millió fő volt 2016-ban.

## Földrajz
Asunción a Paraguay folyó bal partján fekszik (a túlparton az argentin Clorinda város található), 43 méteres tengerszint feletti magasságban. Vele szemben torkollik a Paraguayba a Pilcomayo folyó.

## Története

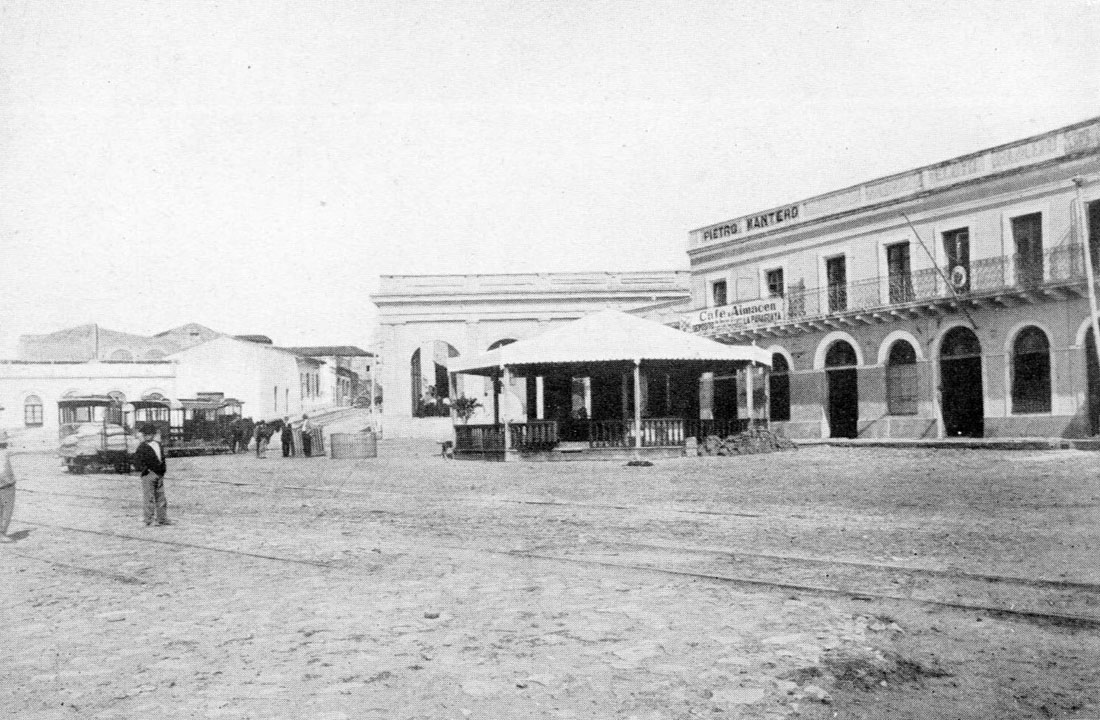
Asunción belvárosa 1892-ben

Asunción Dél-Amerika egyik legrégibb városa, mely a Városok Anyja néven is ismert, ugyanis kiindulópontja volt azoknak a gyarmatosító expedícióknak, melyek számos más város, köztük Buenos Aires megalapításához is vezettek. A város helyét Juan de Ayolas fedezte fel először, azonban a mai várost Nuestra Señora de la Asunción néven Juan de Salazar és Gonzalo de Mendoza alapította 1537. augusztus 15-én. 1731-ben itt tört ki az egyik legelső spanyol gyarmati uralom elleni felkelés. Az 1865 és 1870 között dúló Hármas szövetség háborújában Asunciónt brazil csapatok foglalták el és 1876-ig tartották megszállva.
Asunción jobb negyedei az Avenia San Martin felé találhatók, ahol a paraguayi elitréteg amerikai típusú bevásárlóközpontjai találhatók. 2004. augusztus 1-jén egy bevásárlóközpontban keletkezett tűz következtében 464 ember halt meg, a sebesültek száma 409 volt. Sokan az ablakokon ugrottak ki, hogy megmeneküljenek a tűztől. Az áldozatok nagy számában az is közrejátszott, hogy a biztonsági őrök lezárták az ajtókat, hogy a tömeg nehogy fizetés nélkül távozzon. A tűzvész az ország történetének eddigi legnagyobb katasztrófája volt.

## A városközpont

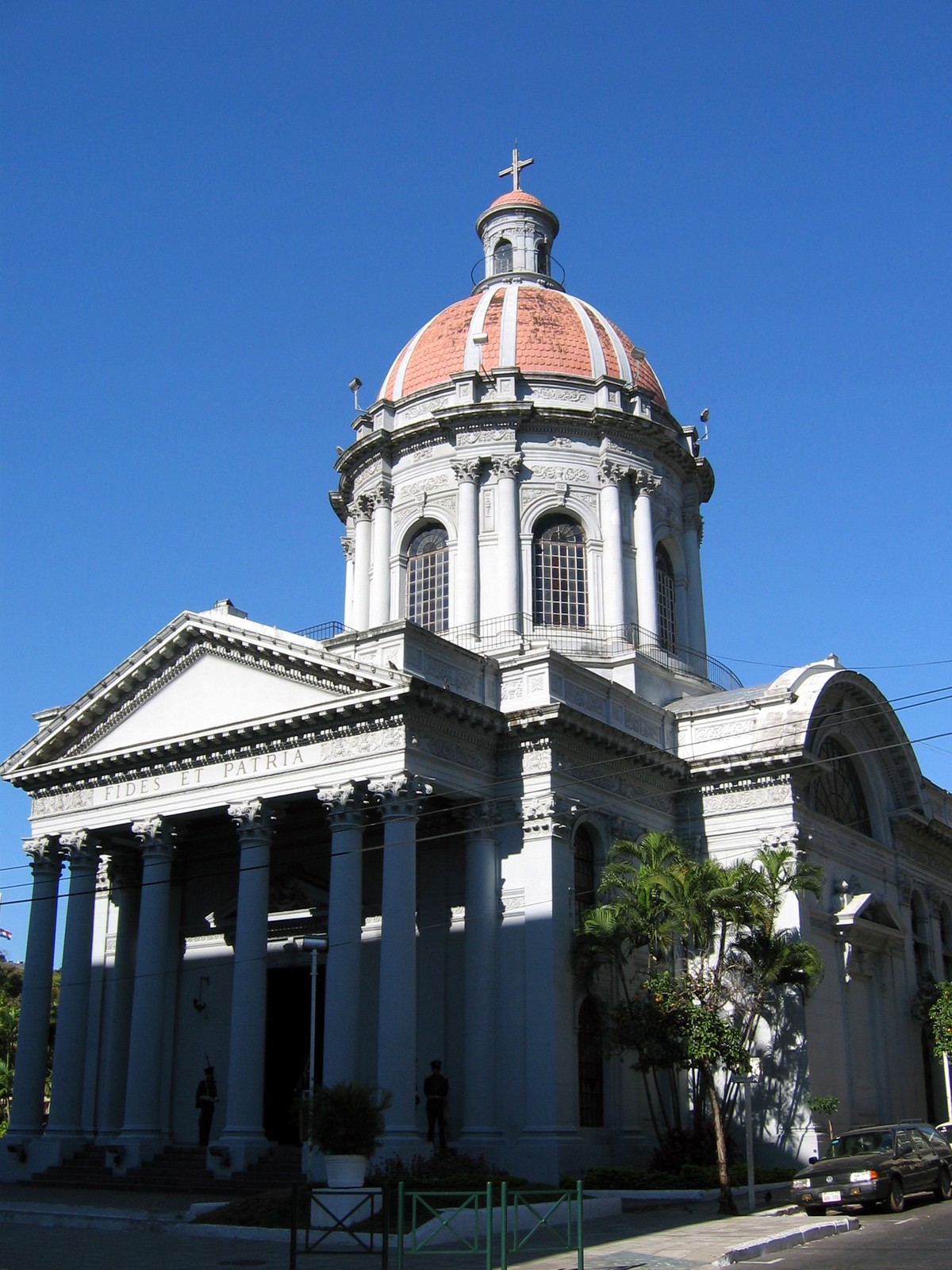
A Panteón de los Héroes Asunciónban

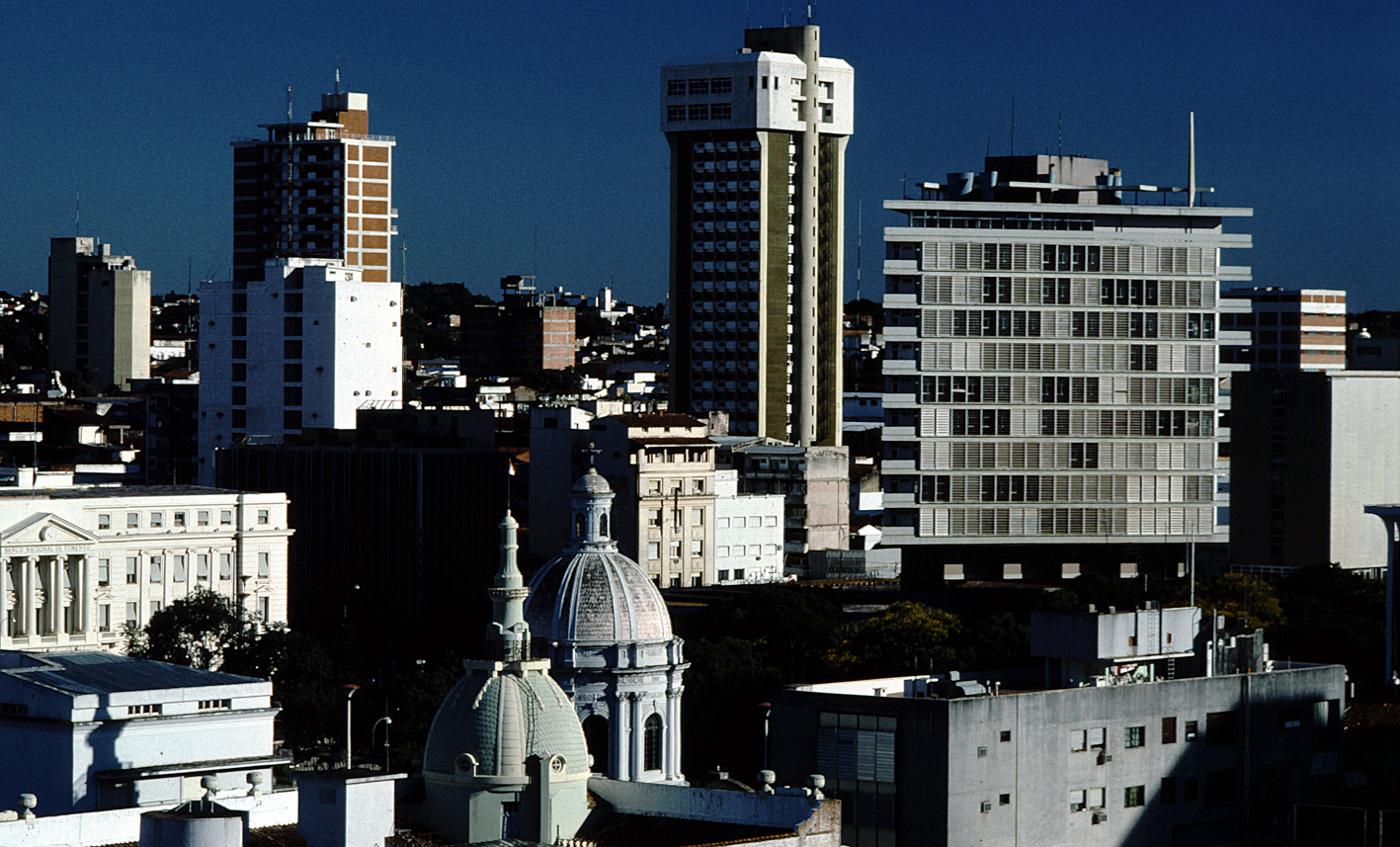
Asunción belvárosa madártávlatból

A város központja a kikötőtől nem messze fekvő Plaza de los Heroes és a Plaza Uruguaya környéke különösen az 1970-es és az 1980-as években fejlődött sokat. Ekkor változott meg a korábbi gyarmati időkben kialakult városképe. Mindamellett eléggé leromlott képet mutat és éjszakánként veszélyes is lehet.

## Nevezetességei
- Godoi Múzeum
- La Encarnación templom
- Panteón Nacional, Paraguay hőseinek nyughelye
- Palacio de los López, az elnöki palota
- A szenátus régi épülete (2003-óta új épületben működik)
- Catedral Metropolitana a főszékesegyház
- Casa de Independencia, mely a gyarmati uralomból megmaradt jellegzetes épület.
- Estadio Defensores del Chaco

## Oktatás
A város legnagyobb egyetemei az Universidad Católica a katolikus egyház tulajdonában és az Universidad Nacional de Asunción. A Católica egyetem a városközpontban található a székesegyház közelében, míg a Nacional San Lorenzóban fekszik. A városban sok kisebb magánkézben levő felsőfokú intézmény is található.

## Közlekedés
A városnak folyami kikötője és a Luque külvárosban nemzetközi repülőtere is van (Silvio Pettirossi nemzetközi repülőtér).

## Gazdaság
Főként a cipő- a textil- és a dohányipar jelentős.

### Éghajlat
Asunción éghajlata trópusi szavanna éghajlat, de földrajzi elhelyezkedése miatt érezhető a nedves szubtrópusi éghajlat és a trópusi monszun éghajlat hatása is a városban. Jellemzői a meleg, nedves nyarak és az enyhe telek. A relatív páratartalom nyáron magas, az éves átlaghőmérséklet 23 °C, az átlagos éves csapadékmennyiség 1400 mm.
A rövid száraz évszak áprilistól szeptemberig tart, a leghidegebb a június és július hónap. Az esős évszak ezzel szemben meleg és párás. A legcsapadékosabb hónap az évben április, ekkor a 166 mm csapadék hullik, a legszárazabb pedig július 39 mm átlagos csapadékkal.
| Hónap                                                                      | Jan. | Feb. | Már. | Ápr. | Máj. | Jún. | Júl. | Aug. | Szep. | Okt. | Nov. | Dec. | Év   |
| -------------------------------------------------------------------------- | ---- | ---- | ---- | ---- | ---- | ---- | ---- | ---- | ----- | ---- | ---- | ---- | ---- |
| Rekord max. hőmérséklet (°C)                                               | 40,4 | 39,6 | 39,6 | 36,4 | 33,4 | 32,4 | 34,0 | 36,0 | 39,6  | 39,2 | 40,2 | 41,7 | 41,7 |
| Átlagos max. hőmérséklet (°C)                                              | 33,5 | 32,6 | 31,6 | 28,4 | 25,0 | 23,1 | 23,2 | 24,8 | 26,4  | 29,2 | 30,7 | 32,3 | 28,4 |
| Átlaghőmérséklet (°C)                                                      | 28,2 | 27,5 | 26,5 | 23,5 | 20,4 | 18,5 | 18,2 | 19,6 | 21,2  | 23,9 | 25,4 | 27,1 | 23,3 |
| Átlagos min. hőmérséklet (°C)                                              | 22,8 | 22,3 | 21,3 | 18,6 | 15,7 | 13,8 | 13,1 | 14,3 | 15,9  | 18,6 | 20,1 | 21,8 | 18,2 |
| Rekord min. hőmérséklet (°C)                                               | 12,4 | 12,5 | 9,4  | 8,0  | 2,6  | −1,2 | −0,6 | 0,0  | 3,6   | 7,0  | 8,8  | 10,0 | −1,2 |
| Átl. csapadékmennyiség (mm)                                                | 147  | 129  | 117  | 166  | 113  | 82   | 39   | 72   | 87    | 130  | 164  | 150  | 1396 |
| Havi napsütéses órák száma                                                 | 276  | 246  | 254  | 228  | 205  | 165  | 195  | 223  | 204   | 242  | 270  | 295  | 2803 |
| Forrás: World Meteorological Organization, Danish Meteorological Institute |      |      |      |      |      |      |      |      |       |      |      |      |      |

## Testvértelepülések
- Dade County, Amerikai Egyesült Államok
- Csiba, Japán
- São Paulo, Brazília